# Jalen Ramsey
Jalen Ramsey (nacido el 24 de octubre de 1994) es un jugador profesional estadounidense de fútbol americano que juega en la posición de cornerback y actualmente milita en Miami Dolphins de la National Football League (NFL).

## Biografía
Ramsey asistió a la preparatoria Brentwood Academy en Brentwood, Tennessee, donde practicó fútbol americano, baloncesto y atletismo. Al finalizar la preparatoria, fue considerado como un atleta de cinco estrellas y el 3° mejor cornerback de la nación por Rivals.com.
Posteriormente, asistió a la Universidad Estatal de Florida donde jugó con los Florida State Seminoles entre 2013 y 2015. Comenzó los 14 juegos para los Seminoles como un estudiante de primer año en 2013, y ayudó al equipo a ganar el Campeonato Nacional sobre Auburn. Terminó el año con 49 tacleadas, una intercepción y una captura (sack). En 2014, Ramsey jugó 14 juegos donde registró 80 tacleadas, dos intercepciones, 12 pases defendidos, tres balones sueltos forzados y dos capturas. Como júnior en 2015, jugó 13 partidos donde registró 52 tacleadas, una captura, nueve pases defendidos y un balón suelto recuperado. Fue nombrado Consensus All-American por su actuación en la temporada 2015. Después de su tercer año, anunció su intención de renunciar a su temporada sénior e ingresar al Draft de la NFL de 2016.

## Carrera

### Jacksonville Jaguars
Ramsey fue seleccionado por los Jacksonville Jaguars en la primera ronda (puesto 5) del Draft de la NFL de 2016, y firmó un contrato por cuatro años y $23.35 millones con un bono por firmar de $15.18 millones. El entrenador en jefe Gus Bradley lo nombró esquinero titular, junto con Davon House. Terminó su temporada de novato con 65 tacleadas combinadas (55 en solitario), 14 desvíos de pase, dos intercepciones y un touchdown en 16 juegos como titular.
En 2017, Ramsey inició los 16 juegos y registró 63 tacleadas combinadas (52 en solitario), 17 desvíos de pase y cuatro intercepciones. Pro Football Focus le dio a Ramsey una calificación general de 91.8, que ocupó el segundo lugar entre todos los esquineros calificados en 2017. El 19 de diciembre de 2017, fue nombrado como titular para su primer Pro Bowl junto a su compañero de equipo A. J. Bouye. También fue nombrado al primer equipo All-Pro.
Los Jaguars terminaron la temporada 2017 en la cima de la división AFC Sur con un récord de 10–6, pero perdieron en el Campeonato de la AFC contra los New England Patriots, donde Ramsey terminó con dos tacleadas en la derrota por 24–20 en el Gillette Stadium.
En la temporada 2018, Ramsey fue titular en los 16 juegos y sumó 65 tacleadas totales, tres intercepciones y 13 pases defendidos aunque los Jaguars terminaron con un récord de 5-11. Fue nombrado para su segundo Pro Bowl, donde cambió de posición y atrapó un pase para touchdown del mariscal de campo de los Houston Texans, Deshaun Watson, en el último cuarto.
El 25 de abril de 2019, los Jaguars tomaron la opción de quinto año en el contrato de Ramsey, quien inició los primeros tres juegos del equipo donde registró un total de 17 tacleadas, un desvío de pase y un balón suelto forzado. Sin embargo, durante una derrota por 13-12 ante los Houston Texans en la Semana 2, Ramsey estuvo involucrado en un altercado verbal con el entrenador en jefe de los Jaguars, Doug Marrone, y el jugador y el entrenador tuvieron que ser físicamente restringidos el uno del otro. Al día siguiente, surgieron informes de que Ramsey estaba exigiendo un intercambio, pero fue titular en la Semana 3 en la victoria por 20–7 sobre los Tennessee Titans, la primera victoria de los Jaguars de la temporada. La semana siguiente, Ramsey fue colocado en la lista de inactivos, y el equipo anunció que Ramsey estaría ausente para asistir al nacimiento de su segundo hijo. Ramsey nunca volvería a jugar para los Jaguars, permaneciendo en la lista inactiva de Jacksonville desde la Semana 4 hasta la Semana 6. 

### Los Angeles Rams
El 15 de octubre de 2019, Ramsey fue cambiado a Los Angeles Rams a cambio de una selección de primera ronda de 2020 (eventualmente utilizada en K'Lavon Chaisson), una selección de primera ronda de 2021 (eventualmente utilizada en Travis Etienne) y una selección de cuarta ronda de 2021. En general, en la temporada 2019, Ramsey terminó con 50 tacleadas, cinco pases defendidos, dos balones sueltos forzados y una intercepción.
El 9 de septiembre de 2020, Ramsey firmó una extensión de cinco años y $105 millones con los Rams, incluidos $71.2 millones garantizados. El acuerdo lo convirtió en el defensive back mejor pagado en la historia de la NFL. En la temporada 2020, fue titular en 15 juegos y registró un total de 44 tacleadas, nueve pases defendidos y una intercepción. Fue nombrado a su cuarto Pro Bowl consecutivo y por segunda ocasión al primer equipo All-Pro.
El 13 de junio de 2021, Ramsey anunció oficialmente durante el minicampamento de los Rams que cambiaría oficialmente su número de camiseta a 5 según la nueva regla de la NFL sobre los números de uniformes.

### Miami Dolphins
Los Angeles Rams cambian a Jalen Ramsey a los Miami Dolphins a cambio de una selección de tercera ronda y del ala cerrada Hunter Long.

## Estadísticas generales
|  | Seleccionado al Pro Bowl |

| Año   | Equipo | Juegos | Juegos | Tacleadas | Tacleadas | Tacleadas | Tacleadas | Intercepciones | Intercepciones | Intercepciones | Intercepciones | Intercepciones | Intercepciones | Balones sueltos | Balones sueltos | Balones sueltos | Balones sueltos |
| Año   | Equipo | GP     | GS     | Comb      | Total     | Ast       | Sck       | PDef           | Int            | Yds            | Avg            | Lng            | TDs            | FF              | FR              | Yds             | TDs             |
| ----- | ------ | ------ | ------ | --------- | --------- | --------- | --------- | -------------- | -------------- | -------------- | -------------- | -------------- | -------------- | --------------- | --------------- | --------------- | --------------- |
| 2016  | JAX    | 16     | 16     | 65        | 55        | 10        | 0.0       | 14             | 2              | 65             | 32.5           | 35             | 1              | 1               | 0               | --              | --              |
| 2017  | JAX    | 16     | 16     | 63        | 52        | 11        | 0.0       | 17             | 4              | 34             | 8.5            | 18             | 0              | 0               | 0               | --              | --              |
| 2018  | JAX    | 16     | 16     | 65        | 62        | 3         | 0.0       | 13             | 3              | 0              | 0.0            | 0              | 0              | 0               | 0               | --              | --              |
| 2019  | JAX    | 3      | 3      | 17        | 13        | 4         | 0.0       | 1              | --             | --             | --             | --             | --             | 1               | 0               | --              | --              |
| 2019  | LAR    | 9      | 8      | 33        | 31        | 2         | 0.0       | 4              | 1              | 13             | 13.0           | 13             | 0              | 1               | 0               | --              | --              |
| 2020  | LAR    | 15     | 15     | 44        | 33        | 8         | 0.0       | 9              | 1              | 2              | 2.0            | 2              | 0              | 0               | 0               | --              | --              |
| Total | Total  | 75     | 74     | 287       | 249       | 38        | 0.0       | 58             | 11             | 114            | 10.4           | 35             | 1              | 3               | 0               | --              | --              |

Fuente: Pro-Football-Reference.com